# Ética política

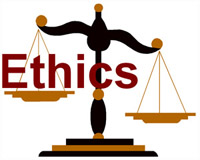
La ética política es una parte de la Ética.

La ética política es la disciplina que analiza la moral de la acción política y los agentes políticos, y reflexiona sobre ella.Abarca 2 áreas: la ética del proceso (o ética del cargo), que comprende a los representantes elegidos, funcionarios públicos y sus métodos,y la ética de las políticas, que se ocupa de la moral en torno a las políticas y las leyes.
En inglés se usan para el concepto los términos political ethics, political morality y public ethics. En portugués, ética pública y moralidade política. En alemán, politische Ethik. La expresión "moral pública" o "moralidad pública" se ha utilizado para referirse a la regulación de materias como el juego o la prostitución. En Francia existió la Liga para la Recuperación de la Moralidad Pública (moralité publique), que se oponía a la pornografía, el alcohol y el juego.
Ética y moral son conceptos muy relacionados que a menudo se emplean indistintamente, pero se diferencian en que la Ética es la disciplina académica que estudia la moral, así como la Biología estudia los organismos vivos. La ética política estudia los diferentes códigos morales políticos que se han dado en diferentes territorios, y su evolución a lo largo del tiempo. Los valores y expectativas fundamentales de estos códigos morales políticos se han derivado históricamente de los principios de justicia (dar a cada uno lo suyo), también variables a lo largo del tiempo. Sin embargo, John Rawls defiende que el concepto político de justicia se basa en última instancia en el bien común y no en los valores que se espera que siga el individuo.
Cuando las personas intentan emitir juicios morales sobre cuestiones políticas, tienden a basarse en su propio código moral. Estos códigos morales derivan de varios fundamentos morales y moldean los juicios de las personas sobre las acciones y los agentes políticos. Las diferentes sociedades han desarrollado diferentes códigos morales (normas morales; por ejemplo la moral católica, la moral protestante, la moral budista...), que a su vez evolucionan a lo largo del tiempo.

## Ética del proceso
Nicolás Maquiavelo es uno de los teóricos políticos más famosos que habló sobre cuestiones de ética política y luego las subvirtió. Sostuvo, contrariamente a Aristóteles, que un líder político puede verse obligado a comportarse de manera malvada si es necesario para mantener su autoridad.
En las democracias contemporáneas, una variante de esta idea ha sido reformulada como "el problema de las manos sucias", descrito de manera más influyente por Michael Walzer, quien sostiene que el problema crea una paradoja: el político a veces debe «hacer el mal para hacer el bien» (es una versión de «el fin justifica los medios»). Algunos críticos consideran que la visión de Walzer no está justificada.Dennis Thompson ha argumentado que en una democracia, los actos injustos de un líder serían culpa tanto del líder como de los ciudadanos, porque no responsabilizaron a su líder. En cambio, el escritor y filósofo Aldous Huxley considera que «El fin no puede justificar los medios, por la simple y obvia razón de que los medios empleados determinan la naturaleza de los fines producidos».
En las grandes organizaciones, a menudo es imposible determinar qué parte es responsable de los resultados, un fenómeno conocido como el problema de las muchas manos.
Los códigos morales políticos habitualmente exigen a los líderes comportamientos más estrictos de los que se piden al ciudadano de a pie. Es posible que se los considere con menos derecho a la privacidad, o que no tengan derecho a utilizar su cargo para beneficio personal. Puede ocurrir que el representante político se vea en situaciones donde las obligaciones de su cargo perjudiquen sus intereses personales o familiares (conflicto de intereses). En estos casos, si el representante forma parte de un órgano colegiado, se le recomienda que se abstenga en la votación. También acontece que el código moral propio de un individuo lo impulse a acciones contrarias a las demandadas por el código moral político aplicable en ese momento y lugar (dilema moral).
Los individuos que ejercen la política como autoridades o como participantes cívicos pueden permitir que los valores morales en los que se basa el código moral político al que están sujetos se incorporen a su código moral personal. Una persona que ha aprendido las habilidades necesarias para la política puede aplicarlas en otro entorno (lo que suele denominarse críticamente "puertas giratorias"). Los valores que ya tienen los individuos que ingresan en la política se aplicarán al nuevo contexto. Quienes han emergido en la esfera política pueden beneficiarse de saber que las virtudes y la moral pueden ser influyentes antes de ingresar.
Los 2 factores críticos del código moral político aplicable actualmente a los representantes públicos de Estados Unidos son el cumplimiento de la ley y el respeto. Cada ciudadano tiene sus propias creencias sobre cada tema y su código moral, pero es deber de las autoridades políticas respetar las creencias de los demás y defender las creencias de sus electores, cumpliendo la ley y la Constitución.

## Ética de las políticas
En el otro ámbito de la ética política, las cuestiones clave no son el conflicto entre medios y fines, sino los conflictos entre los fines mismos. En la cuestión de la justicia mundial, el conflicto es entre las reivindicaciones del Estado nación y las de sus ciudadanos. Tradicionalmente se ha dado prioridad a las reivindicaciones de las naciones, pero en los últimos años, pensadores conocidos como cosmopolitas han alzado las reivindicaciones de todos los ciudadanos del mundo.
Entre otras cosas, la ética política se ocupa de los valores morales en sociedades democráticas donde los ciudadanos y los pensadores no están de acuerdo sobre qué es lo correcto. En una sociedad pluralista, los gobiernos, utilizando argumentos morales, intentan justificar o recortar políticas como los impuestos progresivos, la discriminación positiva, el derecho al aborto o la asistencia sanitaria universal. La ética política también se ocupa de los problemas morales que plantean las soluciones de compromiso, la denuncia de irregularidades (por ejemplo, la inmunidad para el denunciante, aunque también haya delinquido), la desobediencia civil o el castigo penal.

## Fundamentos de los códigos morales políticos
Según Graham et al. (2009), existen 2 grandes clases de fundamentos morales: fundamentos individualizadores y fundamentos vinculantes.

### Fundamentos individualizadores
Los 2 fundamentos individualizadores señalados por Graham son el fundamento de la equidad/reciprocidad (ética de la justicia) y el fundamento del daño/cuidado (ética del cuidado). El de justicia/reciprocidad representa el deseo de una persona de justicia y reciprocidad. El de daño/cuidado se refiere a la actitud de cuidado de una persona hacia otra.

### Fundamentos vinculantes
Los 3 fundamentos vinculantes que identifica Graham son la lealtad intragrupo, la autoridad/respeto y la pureza/santidad. Los dos primeros corresponden a la ética de la comunidad, y representan la pertenencia y el apego de una persona a una dinámica grupal. Se ocupan de sentimientos como el patriotismo o la obediencia. El último fundamento corresponde a la ética de la divinidad y representa el deseo de una persona de suprimir o controlar los impulsos humanos como lujuria o egoísmo, generalmente a través de la espiritualidad.

## Fundamentos morales, identidad política y juicios político-morales
Graham et al. (2009) realizaron un estudio para determinar si los juicios morales sobre cuestiones políticas se ven afectados por identidades políticas explícitas o implícitas. La identidad política explícita es la identidad proporcionada explícitamente por el participante del estudio. La implícita es la determinada por los científicos basándose en una test de asociación implícita. Se halló que, tanto en el caso de las identidades proporcionadas explícitamente como de las implícitas, los liberales (progresistas), al juzgar moralmente cuestiones políticas, daban más peso a los fundamentos individualizadores que a los vinculantes. En cambio, los conservadores parecían dar un peso aproximadamente igual a ambos tipos de fundamentos. Los autores del estudio señalan sin embargo que esta diferencia puede no mantenerse en el tiempo y el espacio.

## Críticas
Algunos críticos (llamados realistas políticos) sostienen que la ética no tiene cabida en la política.Para que los políticos sean eficaces en el mundo real, no pueden estar sujetos a reglas morales y deben perseguir el interés nacional. Sin embargo, Walzer señala que, si se pide a estos realistas que justifiquen sus afirmaciones, casi siempre apelarán a principios morales propios (por ejemplo, para demostrar que la ética es dañina o contraproducente).
Otro tipo de crítica proviene de quienes sostienen que los ciudadanos no deberían prestar tanta atención a los políticos y las políticas, sino que deberían fijarse en las estructuras más amplias de la sociedad, donde se encuentran los problemas morales más graves (la injusticia social, que los ricos sean cada vez más ricos). Los defensores de la ética política responden que, si bien no se debe ignorar la injusticia estructural, centrarse tanto en las estructuras descuida a los agentes humanos que son responsables de cambiarlas.